# 渝菜
渝菜又稱重庆菜，是重庆地区流行的菜餚，因重庆曾屬於四川省，並一度地處長江四川段下游，故渝菜又稱「下河幫」，中国菜系中并无渝菜的划分，所以渝菜一度被稱為川菜下河帮。又因為菜式粗犷，花样翻新迅速、用料大胆、不拘泥于材料，又俗称江湖菜。渝菜味型有麻辣味、酸辣味、糊辣味、咸鲜味、酸甜味、糟香味、熏香味、五香味、酱香味、鱼香味等，麻辣味是渝菜的主要特征；烹饪方法有27种，包括爆、炒、烧、烤、烩、焖、炖、煮、蒸、卤、熏等。渝菜的菜品有重庆火锅、重庆万州烤鱼、歌乐山辣子鸡、南山泉水鸡、重庆黔江鸡杂、回锅肉、毛血旺、鱼香肉丝、樟茶鸭子、陈皮兔丁、翠云水煮鱼、重庆小面、豆花饭、清炖牛尾汤、酸萝卜鸭子汤、干烧岩鲤、豆瓣鲢鱼、酸菜鱿鱼、鸡茸鱼翅、鱼翅席等。

## 歷史
重慶當地较早的菜式起源于长江边拉纤的码头纤夫、平民家庭厨房或路边小店，并逐渐在市民中流传。渝菜形成於於20世纪30年代的中國抗日战爭时期。当时重庆是国民政府的陪都，所以湧入了大批東部地區的官商、百姓、廚師等。其他各个菜系就同时流入重慶。重慶的廚師开始对本地的菜餚进行改革，在吸收其他各派菜系的烹饪技法后，逐渐发展成为地方特色菜系。渝菜還受到三线建设时期的外來建設者的影響.。在一系列歷史因素下，渝菜对于海鲜、贝类、梅菜、年糕等东部地区的食材使用较多。
2012年7月22日，重庆市烹饪协会起草了《渝菜标准体系》、《渝菜标准术语和定义》、首批标准渝菜回锅肉、陈皮兔丁、鸡豆花、家常海参、口袋豆腐、清炖牛尾汤、渝味鹿筋、鱼香大虾、樟茶鸭子、干烧江团、毛血旺、辣子鸡等12个烹饪技术规范。2014年9月，第二批10个渝菜烹饪技术规范发布实施。

## 代表菜
- 麻辣火锅
- 干菜炖烧系列（多以干豇豆为主）
- 水煮系列
  - 水煮肉片
  - 水煮鱼
- 辣子系列
  - 辣子鸡
  - 辣子田螺
  - 香辣虾
  - 豆瓣虾
  - 香辣贝
  - 辣子肥肠
- 干烧系列
  - 泉水鸡
  - 烧鸡公
  - 芋儿鸡
  - 啤酒鸭
- 泡椒系列
  - 泡椒鸡杂
  - 泡椒鱿鱼
  - 泡椒兔
- 干锅系列
  - 干锅排骨
  - 香辣虾
- 酸菜鱼
- 万州烤鱼
- 毛血旺